# القوات المسلحة الكندية
القوات المسلحة الكندية (بالإنجليزية:  Canadian Armed Forces (CAF))‏ (بالفرنسية:  Forces armées canadiennes (FAC) )‏ هي القوات المسلحة الموحدة لكندا بما في ذلك القيادات الأرضية والبحرية والجوية المشار إليها باسم الجيش الكندي والبحرية الكندية الملكية والقوات الجوية الكندية الملكية. تدير القوات المسلحة الكندية أيضًا العديد من القيادات الأخرى، بما في ذلك قيادة قوات الاستخبارات الكندية، وقيادة العمليات المشتركة الكندية ، وقيادة قوات العمليات الخاصة الكندية.
قد ينتمي الأفراد إما إلى القوة النظامية أو القوة الاحتياطية، التي تتكون من أربعة مكونات فرعية: الاحتياطي الأساسي، والاحتياطي التكميلي، وإدارة منظمات الطلاب وخدمة التدريب، والحراس الكنديين. بموجب قانون الدفاع الوطني، تعد القوات المسلحة الكندية كيانًا منفصلاً ومتميزًا عن وزارة الدفاع الوطني (الإدارة الحكومية الفيدرالية المسؤولة عن إدارة وتشكيل سياسة الدفاع)، والتي توجد أيضًا كنظام دعم مدني للقوات.
القوات المسلحة الكندية هي قوة تطوعية محترفة تتكون من حوالي 68000 فرد نشط و27000 فرد احتياطي، مع عنصر فرعي يتكون من حوالي 5000 حارس كندي. لدى القوات المسلحة حاليًا أكثر من 3000 فرد منتشرين في الخارج في عمليات متعددة، مثل عملية سنوغوس Snowgoose في قبرص، وعملية يونيفاير لدعم أوكرانيا، وعملية كاريبي في البحر الكاريبي، وعملية امباكت Impact كجزء من التدخل العسكري ضد داعش.
في 18 يوليو 2024، تولت الجنرال جيني كارينيان منصب رئيسة هيئة أركان الدفاع في كندا في مراسم جعلتها أول امرأة تقود الجيش الكندي. كانت كارينيان تلقت تدريها لتصبح مهندسة عسكرية، وقادت قوات في مهام بأفغانستان والبوسنة والهرسك والعراق وسورية خلال 35 عاماً من الخدمة في الجيش.

## الجيش الكندي
لقوات البرية الكندية تتكون من
دبابات ال:
leopard
Leopard C1
مدرعات:
bradley
m113
m1113 humve
m1117 asv
m1117 icv
m1114
Iltis
ROWPU
LAV III
M113A1
MTVL
Coyote
Badger (Armoured Engineering Vehicle)
الراجمات المدفعية:
mlrs
Tos-1
Bm-30
M109A4+
ADATS
BV 206

## البحرية الملكية الكندية
المعدات
1. الغواصات
· أربع غواصات، من نوع Victoria، النوع البريطاني (ex-Upholder)، كل منهم مزودة بستة أنابيب طوربيد ثقيل عيار 533 مم، من نوع MK-48 Sea Arrow HWT (اثنان منهم في الخدمة).
2. مقاتلات السطح الرئيسية: بإجمالي 15 سفينة
أ. مدمرات
· ثلاث مدمرات متوسطة، من نوع Iroquois، بكل منهم نظام للقذف الرأسي من نوع MK41 به صواريخ سطح/ جو، من نوع SM-2MR؛ وأنبوبتا طوربيد ثلاثية عيار 324 مم مضادة للغواصات، مزودة بطوربيدات خفيفة من نوع MR46، ومدفع عيار 76 مم، (طاقتهـا طائرتان عموديتان، من نوع SH-3 (CH-124) للقتال ضد الغواصات، وكل منها مزودة بطوربيدات خفيفة، من نوع MK46.
ب. فرقاطات
· 12 فرقاطة، من نوع Halifax، كل منها مزودة بقاعدتي إطلاق صواريخ رباعية (بإجمالي 8) صاروخ سطح/ سطح تكتيكي، من نوع RGM-84 Block II Harpoon؛ وأنبوبتان ثمانية (بإجمالي 16) أنبوب من نوع MK48 لإطلاق صواريخ سطح/ جو من نوع RIM-7P Sea Sparrow، وRIM-162 ESSM؛ وأنبوبتا طوربيد ثنائية (بإجمالي 4) أنابيب لإطلاق طوربيدات مضادة للغواصات عيار 324 مم؛ إضافة إلى 24 طوربيداً خفيف الوزن من نوع MK46 (طاقتها طائرة عمودية من نوع CH-124 (SH-3) Sea King للقتال ضد الغواصات).
3. الإجراءات المضادة للألغام
· كاسحات ألغام: 12 كاسحة، من نوع Kingston.
4. الزوارق الساحلية والدوريات
· زوارق دفاع ساحلية بحرية: 18 زورقاً، من نوع Kingston
5. سفن إدارية ومعاونة
أ. ناقلات وقود
(1) ناقلتان اثنتان، من نوع Protecteur، قادرتان على التزويد بحراً، تضم كل منهما ثلاث طائرات عمودية للحرب ضد الغواصات، من نوع CH-124A (SH-3A) Sea King.
(2) سفينة بحث ومسح جغرافي واحدة.
ب. سفن إسناد: بإجمالي ثماني سفن
(1) سفينتان اثنتان للمساحة.
(2) ست سفن إسناد غطس/ إسناد.
ج. سفن تدريب: تسع سفن
(1) ثماني سفن، من نوع Orca.

## سلاح الجو الملكي الكندي
سلاح الجو الملكي الكندي يتكون من عدة طائرات متعددة الاستخدامات مثل:
- CF-18 Hornet طائرة مقاتلة  متعددة المهام
- C-130 Hercules طائرة نقل عسكرية
- C-17 Globemaster III طائرة نقل عسكري وانزال تكتيكي
- CU-170 Heron طائرة بدون طيار  للمراقبة. و الاستطلاع
- CH-47 Chinook مروحية نقل
- CH-149 Comorant مروحية البحث والإنقاذ
- CH-148 Cyclone مروحية بحرية متعددة الأدوار
- Griffon CH-146 مروحية متعددة الأغراض
- CT-156 Harvard II طائرة تدريب

## وصلات خارجية
- الموقع الرسمي "الجيش الكندي"
- الموقع الرسمي "القوات البحرية الملكية الكندية"
- الموقع الرسمي "القوات الجوية الكندية الملكية"

1. ↑   "The Royal Canadian Navy is composed of approximately 8,400 full-time sailors and 5,100 part-time sailors. The Canadian Army is composed of approximately 22,800 full-time soldiers, 18,700 Reservists, and 5,000 Canadian Rangers.The Royal Canadian Air Force is composed of approximately 13,000 Regular Force personnel and 2,400 Air Reserve personnel."[10]